# 阿爾伯克基國際熱氣球嘉年華

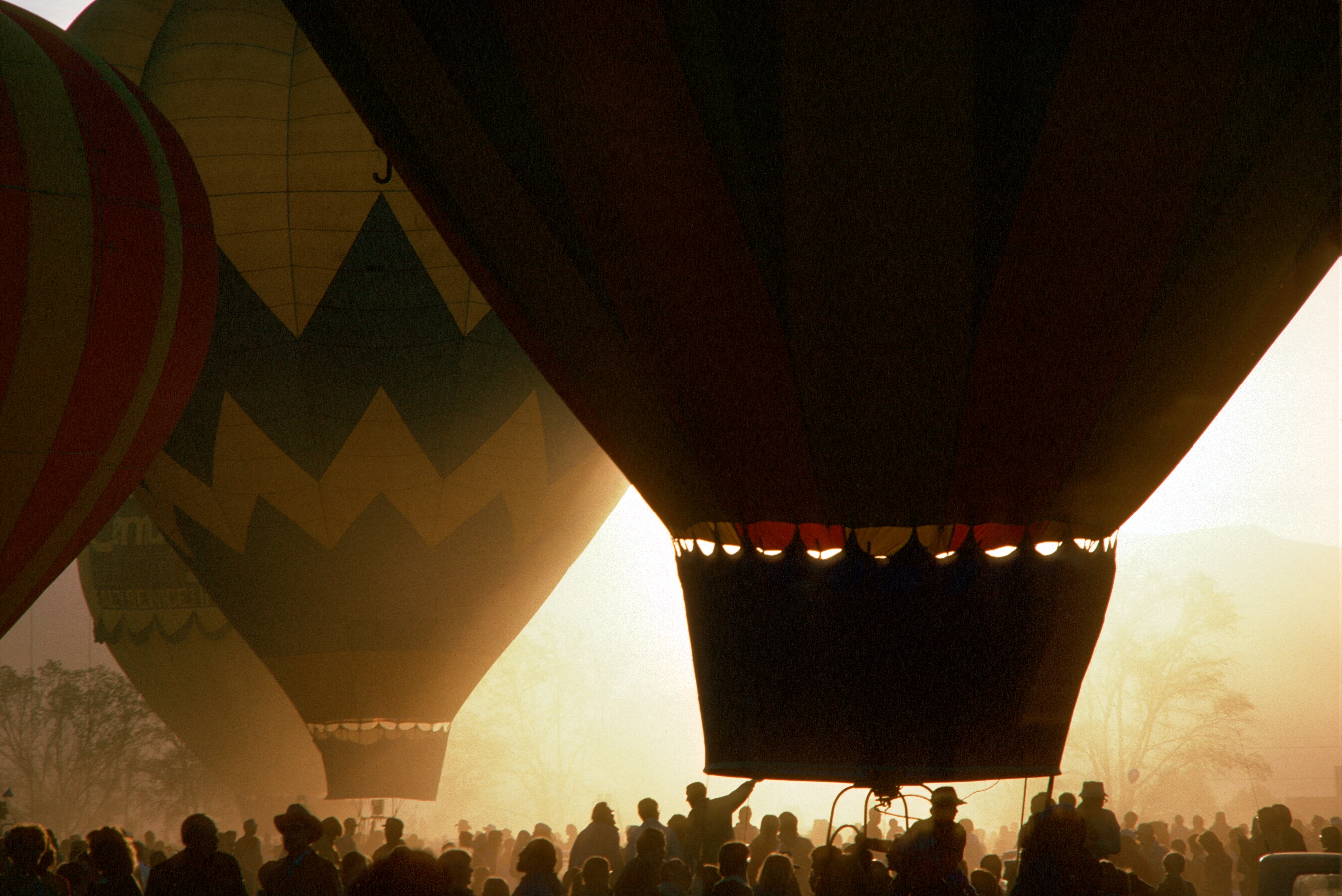
Early morning scene at the Albuquerque International Balloon Fiesta.

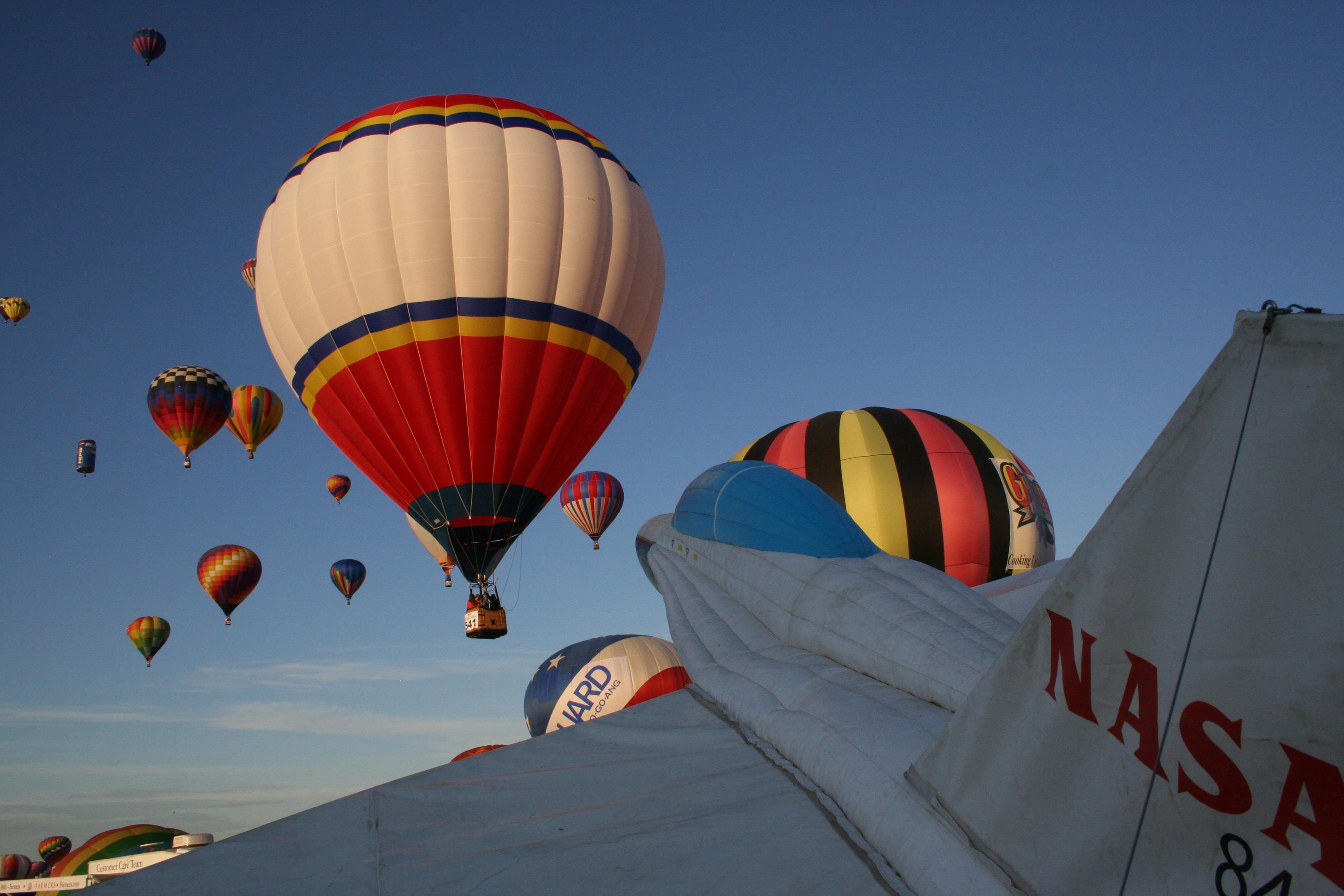
The nose of an inflatable half-scale model of a NASA F/A-18 in front of the NASA Aeronautics exhibit.

阿爾伯克基國際熱氣球嘉年華（Albuquerque International Balloon Fiesta）是一個每年十月初於美國新墨西哥州阿爾伯克基舉辦的熱氣球節。這個節日為期九天，每年都有超過500個熱氣球，是世界上最大型的熱氣球節。35°11′46″N 106°35′51″W / 35.19611°N 106.59750°W

## 歷史

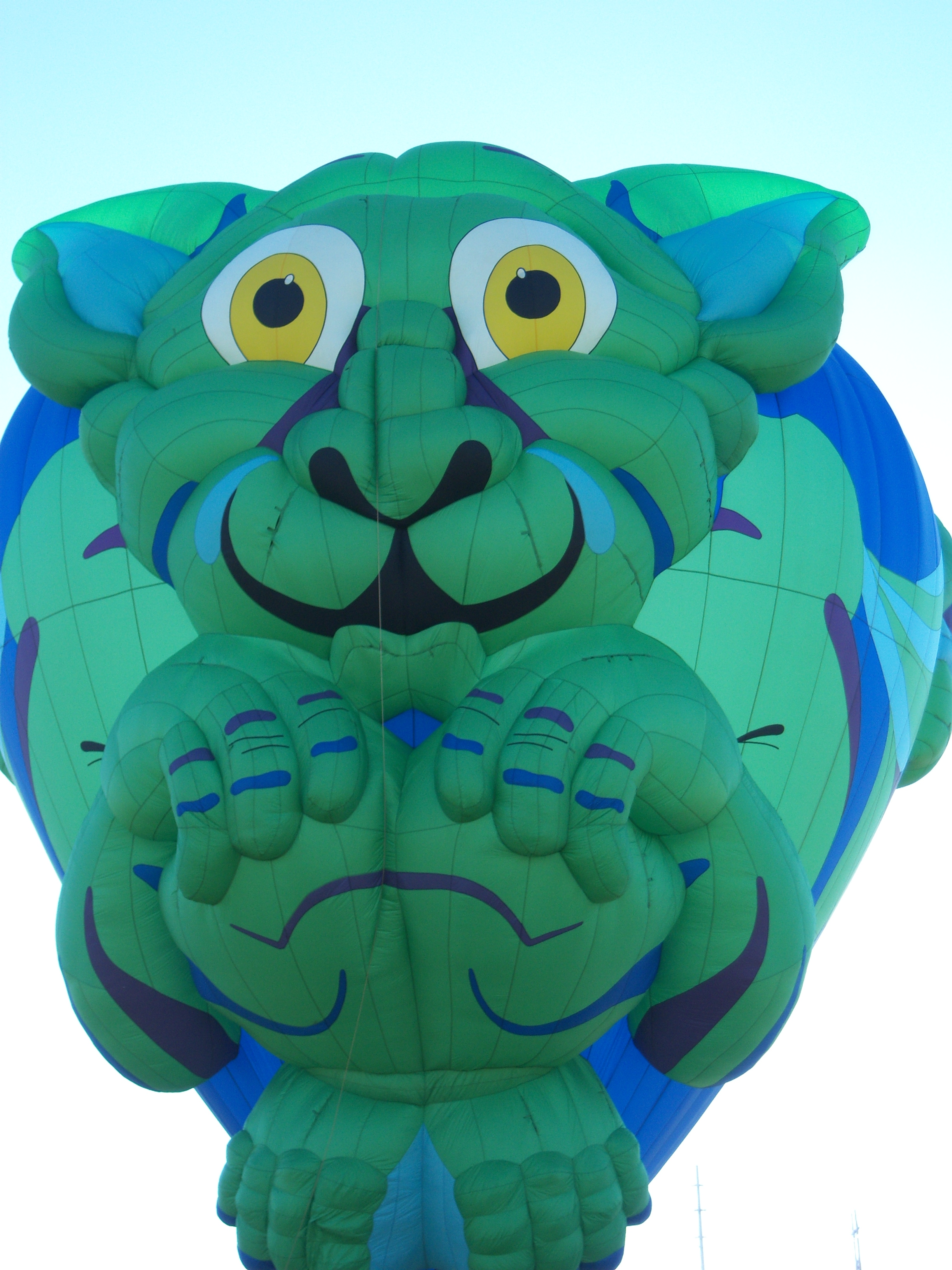
Big Green Cat, 2007 Fiesta.

熱氣球嘉年華起始於1972年，作為慶祝770 KOB Radio50週年慶的亮點。電台經理迪克·麥基（Dick McKee）詢問克特飛行服務公司負責人同是也是新墨西哥州第一個擁有熱氣球的希德·克特（Sid Cutter）KOB是否能借用他的新熱氣球當作慶典的一個環節。兩人開始討論熱氣球，還詢問奧斯卡·克拉茨（Oscar Kratz）並得到其協助。麥基問了迄今為止集結到最多熱氣球的數目，克特回答他在英國曾有19個，克拉茨問說：「我們能集結到19個嗎？」克特同意試試看。有21名飛行員答應了他，但因為惡劣的天氣，有一些無法及時到達。1972年4月8日，由KOB贊助的第一個節日最後結束時集結到了13個熱氣球，而這個活動舉辦在克羅納多州購物中心的停車場，共有兩萬名觀眾以及來自亞利桑那州、加利福尼亞州、愛荷華州、密西根州、明尼蘇達州、內華達州和德克薩斯州的熱氣球駕駛員一同參與。麥基、克特和克拉茨三人最初舉辦熱氣球比賽。第一屆慶典結合了「威利狼與嗶嗶鳥熱氣球競賽」（像是世界各地的「野兔和獵犬」競賽），由一個熱氣球當做「嗶嗶鳥」，其他熱氣球則是「威利狼」（其實「嗶嗶鳥」熱氣球上印有與華納兄弟作品中相似的人物角色）。降落時最靠近嗶嗶鳥的「威利狼」獲勝，而獲勝者是一位來自以駕駛熱汽球而聞名的家族的唐·皮卡德，他駕駛由自己公司設計建造的熱氣球(他的妻子也在競賽中名列前茅)。這個競賽仍是現今熱氣球嘉年華的一個環節。

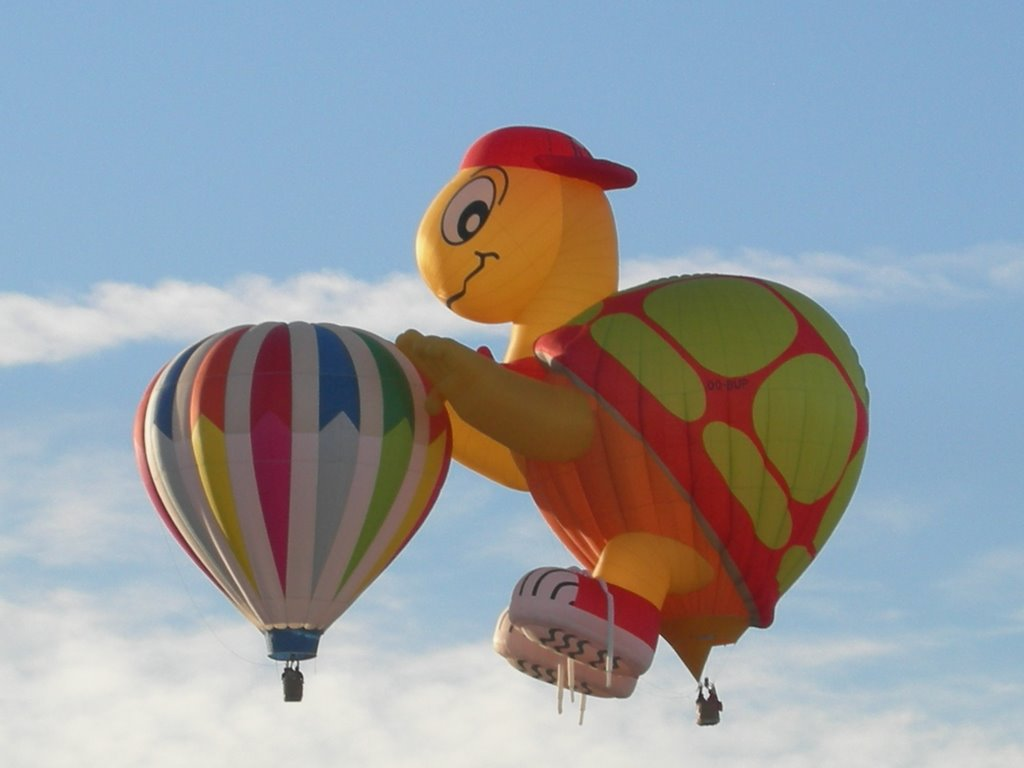
Close Encounter, 2007 Fiesta

隔年，阿爾伯克基在二月主辦了第一屆世界熱氣球錦標賽，這個嘉年華也成為一件國際大事。1975年，阿爾伯克基也考慮再次舉辦世界熱氣球錦標賽，不過這次定於十月舉辦，於是嘉年華時間調整至與錦標賽一致。為了維持阿爾伯克基對主辦錦標賽的興趣，在當年二月舉行了一次熱氣球大會。秋天是遠比二月更適合飛行的時期，至今這個活動仍固定在十月初舉辦。
熱氣球嘉年華這幾十年來每年都在壯大，是現今世界上最大型的熱氣球大會。註冊參加的熱氣球數目在2000年達到1019個的高峰，促使熱氣球嘉年華委員會在2001年限制熱氣球數量在750個以內，因為他們追求質高於量。但由於近來城市的興起以及著陸區的減少，在2009年數量限制改為600個。在嘉年華期間的任何一天，多達十萬名觀眾可以在發射場上利用這難得的機會觀察熱氣球的充氣和起飛，而無數來自城市各地的人們會聚集在著陸區觀賞熱氣球降落。

## 活動內容

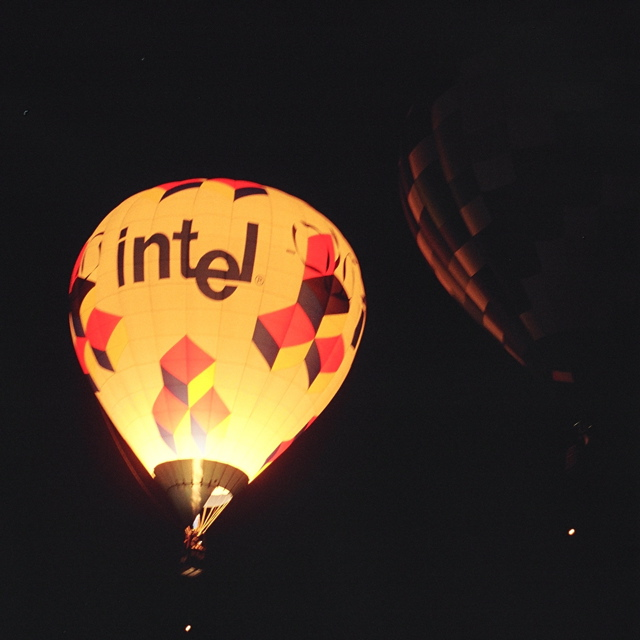
The Dawn Patrol lifts off before sunrise to check wind conditions aloft, and hopefully find the Albuquerque box.

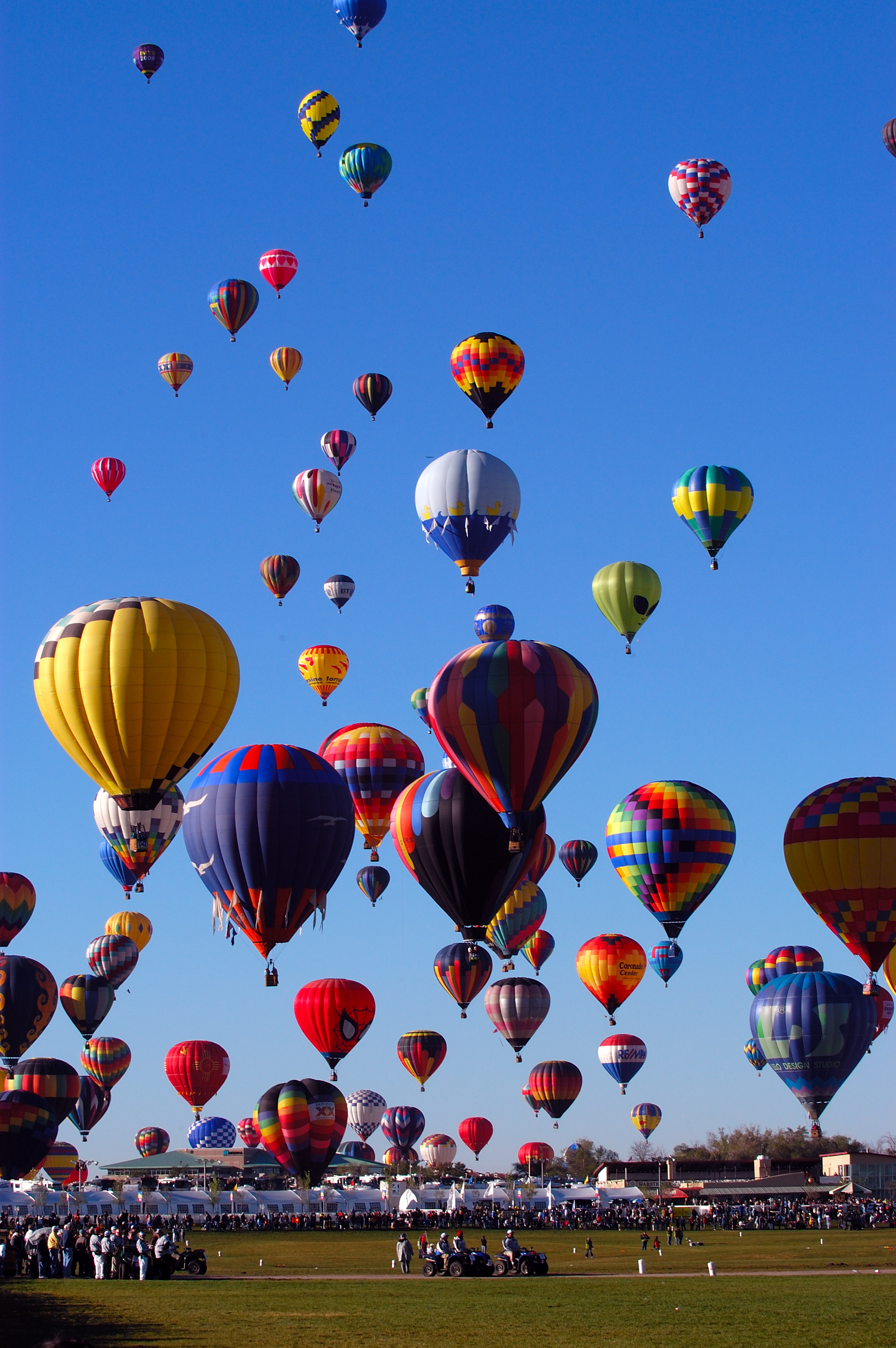
Mass ascension, 2006.

### 黎明巡航
黎明巡航隊開始於1978年的熱氣球嘉年華，當時兩位加利福尼亞的熱氣球駕駛員開發了位置照明系統使他們能在夜間飛行。黎明巡航飛行員在日出之前起飛，飛行直到光線足夠看到著陸點。其他的熱氣球駕駛員十分感激黎明巡航，因為他們可以藉由觀看熱氣球提早得知在不同高度的風速和風向。

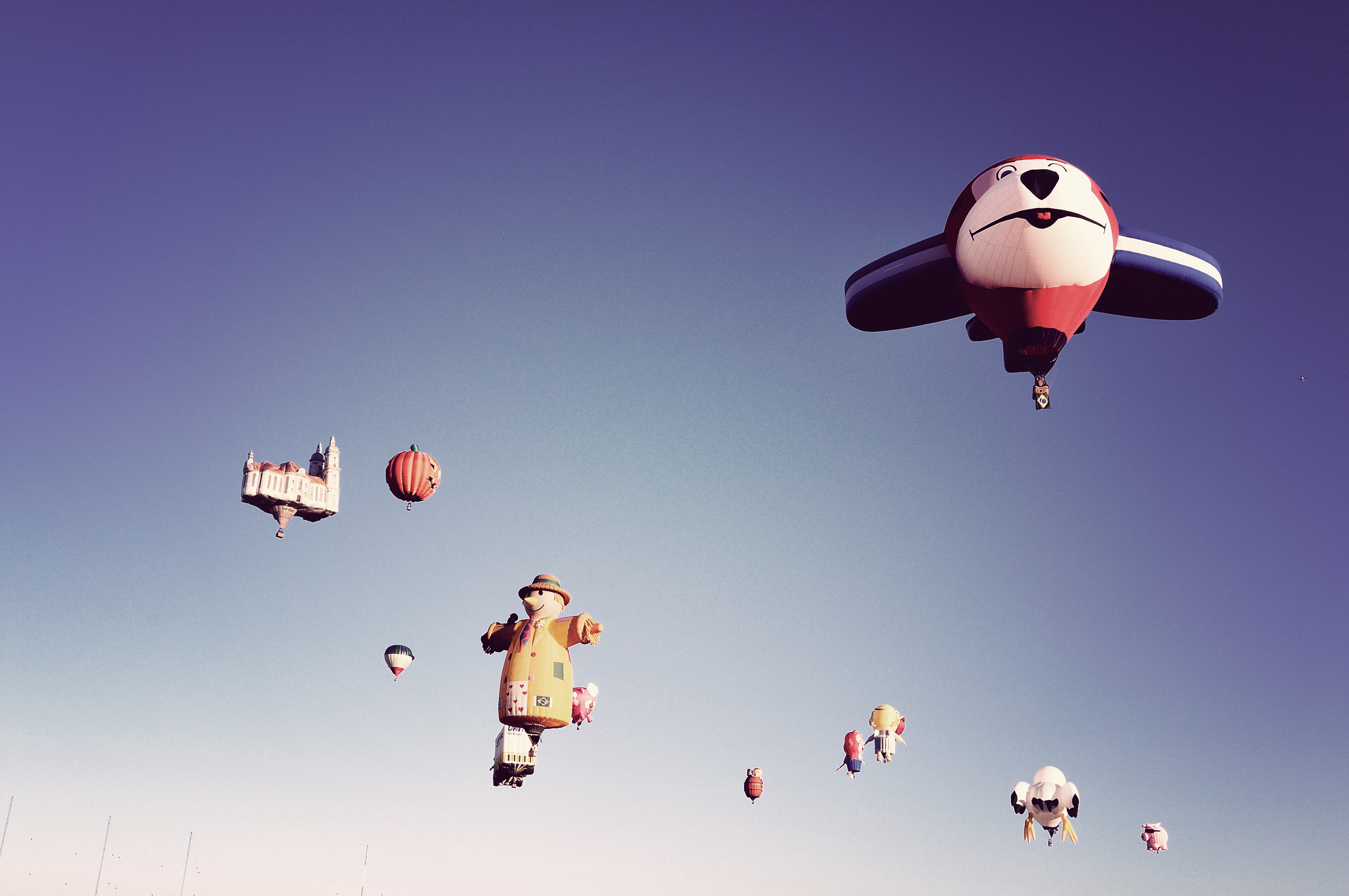
Special Shapes Rodeo, 2008.

### 大規模升空
嘉年華會中最大的節目之一。所有參與的熱氣球將升空兩波，天空將同時佈滿數百顆熱氣球。升空指揮員，也被稱為“斑馬”，因為他們穿著黑白條紋的服裝，作為“交通警察”協調發射，使熱氣球以安全和協調的方式離地升空。

### 藝術視覺
許多本地藝術家將熱氣球作為最喜歡繪畫題材。熱氣球經常著陸在阿爾伯克基區。許多居民舒適地坐在後院觀看熱氣球。

### 特殊形狀熱氣球競技表演
許多非傳統的且形狀獨特的熱氣球同時升空。一些最著名的形狀包括乳牛、馬車駕駛、雙蜜蜂和許多其他物品，如汽水罐及各種動物。這是最受歡迎的活動，因為大家可以看到形狀和大小都不同的熱氣球。

### 發光熱氣球
夜間大量的氣球被他們的丙烷燃燒器照亮。熱氣球靜止不動且不起飛。「Glowdeo」是由特殊形狀熱氣球所點亮的夜光。

### 特別活動和比賽
各種活動如：
- 嘉年華挑戰賽是一種遊戲，氣球駕駛員試圖投擲標的物在最接近標記的位置。
- 美國熱氣球挑戰賽，特殊續航力長的熱氣球升空。勝利者是旅行最遠的熱氣球。在競賽中有些熱氣球最遠飛到了加拿大和美國東海岸。
- 國家大規模飛行，每次發射一顆來自各個國家的熱氣球，駕駛員唱國歌並揮舞著國旗。
- 其他操作、技能和速度比賽。

## 當地影響
該習俗也成為新墨西哥文化及歷史代表性的展示機會，並且有許多文化展覽。嘉年華是阿爾伯克基最大的旅遊吸引力之一，構成了城市和當地企業的主要收入來源。通常觀光客及嘉年華會的遊客都會拍上萬張熱氣球的照片，所以毫不奇怪的，幾年來嘉年華會都是由柯達贊助並命名為柯達阿爾伯克基國際氣球嘉年華（Kodak Albuquerque International Balloon Fiesta），雖然這個名稱通常只用於平面廣告和官方紀念品。

## 阿爾伯克基之盒
這個嘉年華成功的部分原因是十月阿爾伯克基早晨涼爽的溫度以及阿爾伯克基之盒。「盒」在這裡指的是一組被用來操縱熱氣球的可預測氣流模式。在低海拔處，風向往往由北往南吹(風從北邊來)，但在高海拔處風向通常由南往北吹。熱氣球駕駛利用這些風向在垂直盒裡操縱熱氣球：他們在發射場上稍微上升，向南移動，上升更高，向北移動，然後下降，接著重複這個順序或降落在發射場或者近處。嘉年華期間包括了賽場標靶的活動像是「鑰匙搶奪賽」(駕駛員要試著在容易彎曲又高的桿子頂部搶奪含有一台新車鑰匙的獎品)，很常看見同一個熱氣球徘徊在目標附近五六次，而最後只要利用「盒子」的風向就能繼續返回起降場。

## 位置
熱氣球升起於位於城市北部邊緣的熱氣球嘉年華會公園。2005年，安德森 - 阿布魯佐阿爾伯克基國際熱氣球博物館開幕，主要記錄嘉年華會的最後三十年和熱氣球的歷史。

## 外部連結
- Albuquerque International Balloon Fiesta 2014 Guide
- Albuquerque International Balloon Fiesta official site
- Video Tour of the Albuquerque International Balloon Fiesta （页面存档备份，存于）
- Albuquerque International Balloon Fiesta article

Category:Hot air balloon festivals
Category:Culture of Albuquerque, New Mexico
Category:Tourist attractions in Albuquerque, New Mexico
Category:Recurring events established in 1972
Category:Festivals in New Mexico
Category:Sports festivals in the United States